# فرودگاه ریلس تاماریندوس
 فرودگاه ریلس تاماریندوس (به انگلیسی: Reales Tamarindos Airport) (به زبان بومی: Aeropuerto Reales Tamarindos) یک فرودگاه همگانی با کد یاتا PVO است که یک باند فرود آسفالت دارد و طول باند آن ۲٬۲۷۱ * ۲۷ متر است. این فرودگاه در کشور اکوادور قرار دارد و در ارتفاع ۴۰ متری از سطح دریا واقع شده‌است.